# Тимофеев, Алексей Вячеславович
Алексе́й Вячесла́вович Тимофе́ев (; род. 22 февраля 1991, Ленинград) — российский кёрлингист.
В составе мужской сборной России участник трёх чемпионатов мира (лучший результат — девятое место в 2018 году), трёх чемпионатов Европы (лучший результат — четвёртое место в 2016), зимней Универсиады 2017 (восьмое место). Многократный чемпион России среди мужчин. В составе смешанной сборной России участник чемпионата Европы 2014 (заняли пятое место). Чемпион России среди смешанных команд.
Играет на позиции четвёртого. Скип команды.
Мастер спорта России международного класса (2017, кёрлинг).
Начинал заниматься кёрлингом в Ленинградской области.
Выступает за клуб «Адамант» (Санкт-Петербург) с сезона 2013—2014.

## Достижения
- Чемпионат России по кёрлингу среди мужчин: золото (2014, 2019, 2020, 2021, 2023, 2024, 2025), серебро (2015, 2016, 2018), бронза (2022).
- Кубок России по кёрлингу среди мужчин: золото (2013, 2014, 2016[4], 2023, 2024), серебро (2020, 2020), бронза (2018).
- Чемпионат России по кёрлингу среди смешанных команд: золото (2014, 2020).
- Кубок России по кёрлингу среди смешанных команд: золото (2018, 2022), серебро (2019).
- Чемпионат России по кёрлингу среди смешанных пар: серебро (2020, 2023, 2024).
- Кубок России по кёрлингу среди смешанных пар: золото (2013, 2019, 2023), серебро (2014).

## Команды
| Сезон                                               | Четвёртый        | Третий                  | Второй              | Первый                                   | Запасной                                                                          | Турниры                                 |
| --------------------------------------------------- | ---------------- | ----------------------- | ------------------- | ---------------------------------------- | --------------------------------------------------------------------------------- | --------------------------------------- |
| 2009—10                                             | Алексей Тимофеев | Денис Курицев           | Максим Плешанов     | Евгений Климов                           |                                                                                   | ЧРМ 2010 (12 место)                     |
| 2010—11                                             | Алексей Тимофеев | Денис Курицев           | Максим Плешанов     | Евгений Климов                           | Пантелеймон Лаппо                                                                 | КРМ 2010 (14 место)                     |
| 2011—12                                             | Алексей Тимофеев | Денис Курицев           | Максим Плешанов     | Евгений Климов                           | Иван Александров                                                                  | КРМ 2011 (9 место)                      |
| 2013—14                                             | Алексей Целоусов | Артём Шмаков            | Алексей Тимофеев    | Евгений Климов                           |                                                                                   | КРМ 2013                                |
| 2013—14                                             | Алексей Целоусов | Артём Шмаков            | Пётр Дрон           | Евгений Климов                           | Алексей Тимофеев                                                                  | ЧРМ 2014                                |
| 2014—15                                             | Алексей Целоусов | Артём Шмаков            | Алексей Тимофеев    | Евгений Климов                           | Виктор Воробьёв                                                                   | ЧРМ 2015                                |
| 2015—16                                             | Алексей Целоусов | Артём Шмаков            | Роман Кутузов       | Алексей Тимофеев                         | Александр Козырев                                                                 | ЧМ 2016 (10 место)                      |
| 2015—16                                             | Алексей Целоусов | Евгений Климов          | Алексей Тимофеев    | Артём Шмаков                             | Александр Быстров                                                                 | ЧРМ 2016                                |
| 2016—17                                             | Алексей Тимофеев | Алексей Стукальский     | Тимур Гаджиханов    | Артур Али                                | Артур Ражабов тренер: Александр Козырев                                           | ЧЕ 2016 (4 место)                       |
| 2016—17                                             | Алексей Тимофеев | Алексей Целоусов        | Даниил Горячев      | Евгений Климов                           |                                                                                   | КРМ 2016                                |
| 2016—17                                             | Алексей Тимофеев | Тимур Гаджиханов        | Артур Ражабов       | Артур Али                                | Евгений Климов тренер: Александр Козырев                                          | ЗУ 2017 (8 место)                       |
| 2016—17                                             | Алексей Целоусов | Алексей Тимофеев        | Даниил Горячев      | Евгений Климов                           | Владимир Расхорошин                                                               | ЧРМ 2017 (8 место)                      |
| 2017—18                                             | Алексей Тимофеев | Артём Шмаков            | Артур Ражабов       | Евгений Климов                           | Сергей Глухов тренеры: Александр Козырев Игорь Минин                              | ЧЕ 2017 (6 место)                       |
| 2017—18                                             | Алексей Тимофеев | Сергей Глухов           | Артур Ражабов       | Евгений Климов                           | Артём Шмаков тренер: Александр Козырев                                            | ЧМ 2018 (9 место)                       |
| 2017—18                                             | Алексей Целоусов | Алексей Тимофеев        | Даниил Горячев      | Евгений Климов                           |                                                                                   | КРМ 2017 (4 место)                      |
| 2017—18                                             | Алексей Целоусов | Алексей Тимофеев        | Евгений Климов      | Александр Быстров                        |                                                                                   | ЧРМ 2018                                |
| 2018—19                                             | Алексей Тимофеев | Алексей Стукальский     | Артур Ражабов       | Евгений Климов                           |                                                                                   | КРМ 2018                                |
| 2018—19                                             | Алексей Тимофеев | Даниил Горячев          | Алексей Стукальский | Артур Ражабов                            | Евгений Климов                                                                    | ЧРМ 2019                                |
| 2019—20                                             | Сергей Глухов    | Алексей Тимофеев        | Артур Ражабов       | Антон Калалб                             | Алексей Тузов тренеры: Александр Козырев, Даниэль Рафаэль                         | ЧЕ 2019 (9 место)                       |
| 2020—21                                             | Алексей Тимофеев | Даниил Горячев          | Евгений Климов      | Артур Ражабов                            | Александр Быстров тренер: Анастасия Брызгалова                                    | КРМ 2020 · ЧРМ 2020                     |
| 2020—21                                             | Алексей Тимофеев | Даниил Горячев          | Евгений Климов      | Артур Ражабов                            | Александр Быстров тренер: Пётр Дрон                                               | ЧРМ 2021                                |
| 2021—22                                             | Алексей Тимофеев | Александр Крушельницкий | Даниил Горячев      | Артур Ражабов                            | Евгений Климов тренер: П.Д. Дрон, А.К. Брызгалова                                 | ЧРМ 2022                                |
| 2022—23                                             | Алексей Тимофеев | Александр Крушельницкий | Артур Ражабов       | Пётр Дрон                                | Даниил Горячев тренер: П.Д. Дрон                                                  | КРМ 2022 (4 место)                      |
| 2022—23                                             | Алексей Тимофеев | Александр Крушельницкий | Артур Ражабов       | Даниил Горячев                           | Пётр Дрон тренеры: А.К. Брызгалова, П.Д. Дрон                                     | ЧРМ 2023                                |
| 2023—24                                             | Алексей Тимофеев | Александр Крушельницкий | Артур Ражабов       | Даниил Горячев                           | Евгений Климов тренеры: А.К. Брызгалова, П.Д. Дрон                                | КРМ 2023 · ЧРМ 2024                     |
| 2024—25                                             | Алексей Тимофеев | Артур Ражабов           | Евгений Климов      | Даниил Горячев                           | Александр Терентьев тренер: П.Д. Дрон                                             | КРМ 2024                                |
| 2024—25                                             | Алексей Тимофеев | Александр Крушельницкий | Артур Ражабов       | Даниил Горячев                           | Евгений Климов тренеры: А.К. Брызгалова, П.Д. Дрон                                | ЧРМ 2025                                |
| Кёрлинг среди смешанных команд (mixed curling)      |                  |                         |                     |                                          |                                                                                   |                                         |
| 2009—10                                             | Алексей Тимофеев | Елена Ефимова           | Денис Курицев       | Юлия Задорожная                          | Алина Ковалёва, Максим Плешанов тренеры: М.А. Малашина, Д.А. Рыжов, А.В. Целоусов | КРСК 2009 (10 место)                    |
| 2010—11                                             | Алексей Тимофеев | Елена Ефимова           | Денис Курицев       | Ульяна Васильева                         | Максим Плешанов                                                                   | КРСК 2010 (9 место)                     |
| 2012—13                                             | Алина Ковалёва   | Алексей Тимофеев        | Мария Комарова      | Евгений Климов                           | Анна Ефимова                                                                      | ЧРСК 2013 (7 место)                     |
| 2013—14                                             | Алексей Целоусов | Алина Ковалёва          | Алексей Тимофеев    | Елена Ефимова                            |                                                                                   | ЧРСК 2014                               |
| 2014—15                                             | Алексей Целоусов | Алина Ковалёва          | Алексей Тимофеев    | Анна Ефимова (КРСК) Елена Ефимова (ЧЕСК) |                                                                                   | КРСК 2014 (5 место) ЧЕСК 2014 (5 место) |
| 2016—17                                             | Алина Ковалёва   | Алексей Целоусов        | Мария Бакшеева      | Алексей Тимофеев                         |                                                                                   | ЧРСК 2017 (6 место)                     |
| 2017—18                                             | Алина Ковалёва   | Алексей Тимофеев        | Ульяна Васильева    | Евгений Климов                           |                                                                                   | ЧРСК 2018 (4 место)                     |
| 2018—19                                             | Алина Ковалёва   | Алексей Тимофеев        | Ульяна Васильева    | Евгений Климов                           |                                                                                   | КРСК 2018                               |
| 2018—19                                             | Алина Ковалёва   | Алексей Тимофеев        | Екатерина Кузьмина  | Евгений Климов                           |                                                                                   | ЧРСК 2019 (5 место)                     |
| 2019—20                                             | Алексей Тимофеев | Ирина Низовцева         | Евгений Климов      | Вера Тюлякова                            |                                                                                   | КРСК 2019                               |
| 2019—20                                             | Алексей Тимофеев | Ирина Низовцева         | Евгений Климов      | Надежда Белякова                         | тренер: А.К. Брызгалова                                                           | ЧРСК 2020                               |
| 2020—21                                             | Алексей Тимофеев | Ирина Низовцева         | Евгений Климов      | Вера Тюлякова                            | тренер: Пётр Дрон                                                                 | ЧРСК 2021 (9 место)                     |
| 2019—20                                             | Алексей Тимофеев | Алина Ковалёва          | Артур Ражабов       | Екатерина Кузьмина                       | тренер: А.В. Тимофеев                                                             | КРСК 2022                               |
| 2021—22                                             | Алексей Тимофеев | Алина Ковалёва          | Евгений Климов      | Екатерина Кузьмина                       |                                                                                   | ЧРСК 2022 (7 место)                     |
| 2023—24                                             | Алексей Тимофеев | Алина Ковалёва          | Артур Ражабов       | Екатерина Кузьмина                       | тренеры: А.К. Брызгалова, П.Д. Дрон                                               | КРСК 2023 (7 место)                     |
| Кёрлинг среди смешанных пар (mixed doubles curling) |                  |                         |                     |                                          |                                                                                   |                                         |
| 2012—13                                             | Алексей Тимофеев | Ульяна Васильева        |                     |                                          |                                                                                   | КРСП 2012 (9 место)                     |
| 2012—13                                             | Алексей Тимофеев | Елена Ефимова           |                     |                                          |                                                                                   | ЧРСП 2013 (4 место)                     |
| 2013—14                                             | Алексей Тимофеев | Елена Ефимова           |                     |                                          |                                                                                   | КРСП 2013                               |
| 2015—16                                             | Алексей Тимофеев | Мария Комарова          |                     |                                          |                                                                                   | ЧРСП 2016 (9 место)                     |
| 2016—17                                             | Ульяна Васильева | Алексей Тимофеев        |                     |                                          |                                                                                   | КРСП 2016 (9 место)                     |
| 2017—18                                             | Вера Тюлякова    | Алексей Тимофеев        |                     |                                          |                                                                                   | ЧРСП 2018 (9 место)                     |
| 2019—20                                             | Ирина Низовцева  | Алексей Тимофеев        |                     |                                          |                                                                                   | КРСП 2019                               |
| 2019—20                                             | Алина Ковалёва   | Алексей Тимофеев        |                     |                                          |                                                                                   | ЧРСП 2020                               |
| 2021—22                                             | Анна Сидорова    | Алексей Тимофеев        |                     |                                          | тренеры: Василий Гудин, Даниэль Рафаэль                                           | ЗОИ 2022 (квал. 2021)                   |
| 2021—22                                             | Ирина Низовцева  | Алексей Тимофеев        |                     |                                          | тренер: Пётр Дрон                                                                 | ЧРСП 2022 (5 место)                     |
| 2022—23                                             | Алина Ковалёва   | Алексей Тимофеев        |                     |                                          | тренер: Пётр Дрон                                                                 | КРСП 2022 (5 место) · ЧРСП 2023         |
| 2023—24                                             | Алина Ковалёва   | Алексей Тимофеев        |                     |                                          | тренеры: А.К. Брызгалова, П.Д. Дрон                                               | КРСП 2023 · ЧРСП 2024                   |
| 2024—25                                             | Алина Ковалёва   | Алексей Тимофеев        |                     |                                          | тренеры: П.Д. Дрон, А.К. Брызгалова                                               | ЧРСП 2025 (7 место)                     |

(скипы выделены полужирным шрифтом)

## Частная жизнь
Женат, жена Алина Ковалёва — кёрлингистка, призёр чемпионатов мира, чемпионка Европы, чемпионка России, скип женской сборной России.
Окончил Санкт-Петербургское училище олимпийского резерва № 2.